# Poids public (Haarlem)
Pour les articles homonymes, voir Poids public et Poids (homonymie).

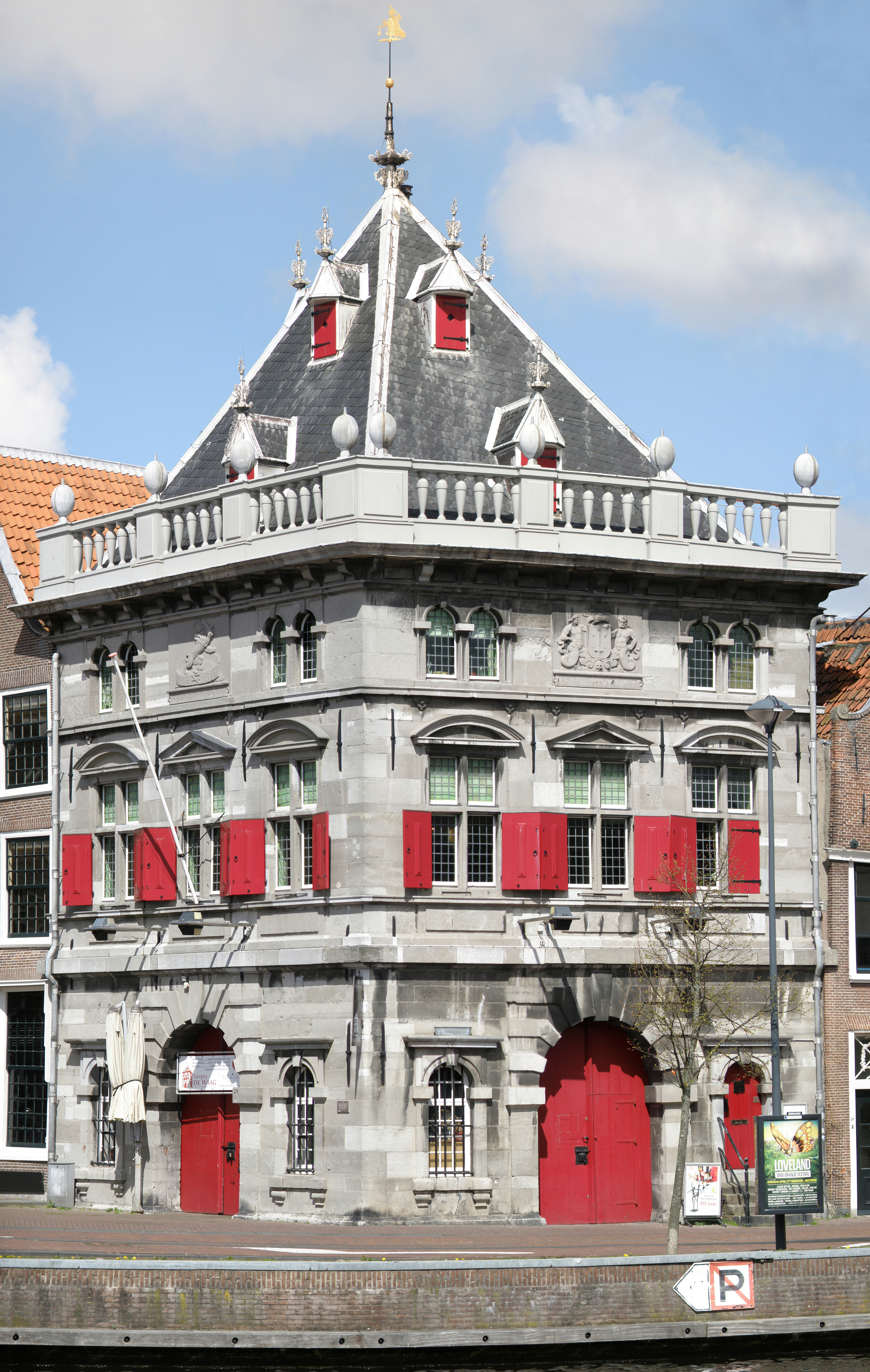
Le Poids public de Haarlem

Le Poids public de Haarlem en néerlandais, De Waag, est un monument historique qui se situe au n° 30 de la rue Spaarne à Haarlem, au bord de la rivière Spaarne au cœur de la ville.
L'édifice est conçu dans le style Renaissance par l'architecte hollandais Lieven de Key vers 1597. Le bâtiment est construit avec de la pierre bleue de Namur. Pendant des siècles, les marchands utilisent le poids public pour peser leurs produits et les commercer.
En 1821, l'association artistique de Haarlem Kunst zij ons doel (en français, Que l'art soit notre but) s'installe à l'étage supérieur du bâtiment. Cette association est encore présente aujourd'hui dans le bâtiment qui sert de lieu d'expositions.
Le rez-de-chaussée de l'édifice abrite aujourd'hui un café.